# Gais 1961
Fotbollsklubben Gais spelade säsongen 1961 i Division II Västra Götaland, där man slutade på femte plats i serien.

## Inför säsongen
Jämfört med den förra säsongen stod Gais betydligt bättre rustat inför seriespelet. Åke Lindegarth hade anlitat häcklöparen Kenneth Johansson att sköta försäsongsträningen, och under dennes regim blev det många konditionspass i terrängen runt Skatås. Curt Thorstensson var kvar som tränare sedan året innan. Under försäsongen spelade Gais fem matcher mot allsvenska lag utan att förlora, och målvakten Leif Andersson släppte inte in ett enda mål. Gais vann mot IFK Göteborg med 2–0, spelade 1–0 mot Degerfors IF, 4–0 mot IF Elfsborg och 0–0 mot Sandvikens IF och Örgryte IS.

## Seriespel
Till premiären mot IK Oddevold var intresset förhållandevis stort; nästan 4 000 åskådare såg Gais vinna med 2–0. Mot Östers IF i omgång 2 blev det dock en bortaförlust med 1–2. Den 1 maj debuterade juniorlagsbacken Rolf Lundh i A-laget. Han hade redan spelat juniorlandskamper för Sverige och fick beröm efter en 3–0-seger mot Billingsfors IK, men inför matchen mot Huskvarna Södra IS hade Gais stora skadeproblem och Lundh skolades om till toppforward. Gais vann matchen med 2–0 efter två mål av Lundh, som skulle komma att fortsätta som anfallare under resten av sin karriär.

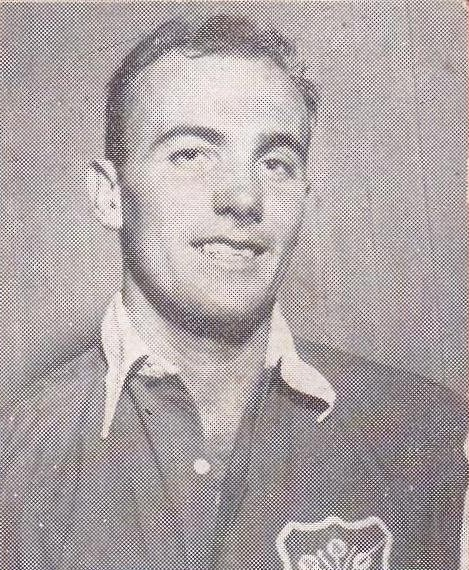
Leif Forsberg återkom under hösten till Gais.

I juni hade Gais seglat upp som en av favoriterna till serieseger, och man ledde till och med serien i tre dagar innan IS Halmia, som hade haft en hängmatch, återtog serieledningen. I bortamatchen mot Halmia den 14 juni förlorade Gais en jämn tillställning med 1–0 inför hela 10 706 åskådare på Örjans Vall. Halmia gick därmed upp i en trepoängsledning i serien.
Gais fortsatte spela bra fotboll och drog en hel del publik. Till hösten gjorde Leif Forsberg comeback i laget efter en sejour i IFK Trollhättan, och även juniorbacken Kent Grek debuterade. I returmötet hemma mot Halmia nådde Gais 1–1, men mot Östers IF blev det en klar 0–2-förlust hemma på Ullevi. Öster skulle under hösten visa sig vara det bästa laget i serien, och man vann fem poäng före Halmia. Gais slutade till sist på en femte plats, klart distanserade av Öster och Halmia på första och andra plats, och bakom även Jönköpings Södra IF och Norrby IF. Rolf Lundh blev intern skyttekung med sina 12 mål i serien och 27 totalt.
Gais hade försvarsmässigt gjort en bra säsong, men man saknade spets i anfallet. Man  gjorde bara 37 mål där både Öster och Halmia gjorde över 60, men släppte samtidigt bara in 27 och var på den fronten bäst i serien tillsammans med Jönköpings Södra. Ekonomiskt var klubbens läge fortfarande ansträngt.

### Tabell
| Nr | Lag                     | S  | V  | O | F  | GM | IM | MS  | P  |
| -- | ----------------------- | -- | -- | - | -- | -- | -- | --- | -- |
| 1  | Östers IF               | 22 | 17 | 4 | 1  | 62 | 31 | +31 | 38 |
| 2  | IS Halmia (U)           | 22 | 15 | 3 | 4  | 63 | 30 | +33 | 33 |
| 3  | Jönköpings Södra IF (N) | 22 | 14 | 1 | 7  | 48 | 27 | +21 | 29 |
| 4  | Norrby IF               | 22 | 13 | 3 | 6  | 56 | 41 | +15 | 29 |
| 5  | Gais                    | 22 | 11 | 2 | 9  | 37 | 27 | +10 | 24 |
| 6  | IK Oddevold             | 22 | 12 | 0 | 10 | 47 | 50 | −3  | 24 |
| 7  | Halmstads BK            | 22 | 8  | 4 | 10 | 46 | 38 | +8  | 20 |
| 8  | Kungshamns IF (U)       | 22 | 8  | 2 | 12 | 34 | 57 | −23 | 18 |
| 9  | Billingsfors IK         | 22 | 6  | 5 | 11 | 43 | 48 | −5  | 17 |
| 10 | Husqvarna IF            | 22 | 6  | 4 | 12 | 40 | 45 | −5  | 16 |
| 11 | Huskvarna Södra IS (U)  | 22 | 4  | 2 | 16 | 30 | 63 | −33 | 10 |
| 12 | Fässbergs IF            | 22 | 3  | 0 | 19 | 26 | 75 | −49 | 6  |

### Seriematcher
| Lag                 | Hemma | Borta |
| ------------------- | ----- | ----- |
| Östers IF           | 0–2   | 1–2   |
| IS Halmia           | 1–1   | 0–2   |
| Jönköpings Södra IF | 3–0   | 0–2   |
| Norrby IF           | 2–3   | 1–1   |
| IK Oddevold         | 2–0   | 0–1   |
| Halmstads BK        | 2–1   | 2–4   |
| Kungshamns IF       | 0–2   | 3–1   |
| Billingsfors IK     | 3–0   | 3–1   |
| Husqvarna IF        | 3–0   | 2–0   |
| Huskvarna Södra IS  | 2–1   | 1–2   |
| Fässbergs IF        | 4–1   | 2–0   |

## Spelarstatistik

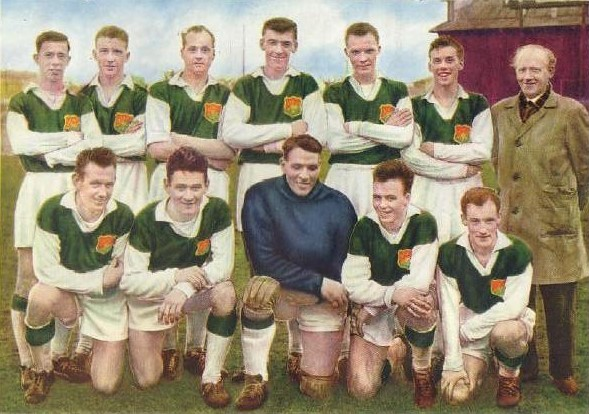
Gais 1961. Stående från vänster: Kent Blomqvist, Lars Olsson, Einar Smith, Rolf Olsson, Jan Bernhartz, Alf "Parveln" Johansson, Holger Jernsten (lagledare). Knästående: Bengt Apell, Kenneth Börjesson, Leif Andersson, Bo Palle, Yngve Nyqvist. Bild från Rekordmagasinet.

| Spelare             | Matcher | Mål |
| ------------------- | ------- | --- |
| Bengt Apell         | 21      | 2   |
| Rolf Lundh          | 20      | 12  |
| Rolf Olsson         | 20      | 4   |
| Kent Blomqvist      | 19      | 5   |
| Leif Andersson (mv) | 19      |     |
| Bo Palle            | 19      |     |
| Yngve Nyqvist       | 18      |     |
| Einar Smith         | 18      |     |
| Alf Johansson       | 13      | 1   |
| Lars Olsson         | 11      | 3   |
| Kenneth Börjesson   | 11      | 1   |
| Leif Forsberg       | 11      |     |
| Kent Grek           | 11      |     |
| Bertil Nordin       | 6       | 4   |
| Jan Bernhardtz      | 6       | 1   |
| Sten-Olof Johansson | 6       | 1   |
| Jan Henriksson      | 5       | 2   |
| Göran Berger        | 3       |     |
| Rolf Berglund       | 2       |     |
| Bengt Kjellman (mv) | 2       |     |
| Lennart Vidal (mv)  | 1       |     |